# Waresley
Waresley – wieś w Anglii, w hrabstwie Cambridgeshire, w dystrykcie Huntingdonshire. Leży 21 km na zachód od miasta Cambridge i 75 km na północ od Londynu.